# Our Blues - Vite intrecciate
Our Blues - Vite intrecciate (우리들의 블루스?, Urideur-ui beulluseuLR; lett. "Il nostro blues") è una serie televisiva sudcoreana trasmessa su tvN dal 9 aprile al 12 giugno 2022. Internazionalmente è distribuita da Netflix.

## Personaggi e interpreti
- Lee Dong-seok, interpretato da Lee Byung-hun
- Min Seon-ah, interpretata da Shin Min-a
- Jeong Eun-hee, interpretata da Lee Jung-eun
- Choi Han-soo, interpretato da Cha Seung-won
- Go Mi-ran, interpretata da Uhm Jung-hwa
- Lee Young-ok, interpretata da Han Ji-min
- Parj Jeong-joon, interpretato da Kim Woo-bin